# Dancing Stars/Staffel 5
Die fünfte Staffel von Dancing Stars begann am 6. März 2009 und wurde live auf ORF eins übertragen, erstmals auch in HD-TV. Sie wurde durch das Finale am 15. Mai 2009 beendet, bei dem sich Claudia Reiterer mit Partner Andy Kainz durchsetzen konnte. Für die Moderation waren Mirjam Weichselbraun und Alfons Haider verantwortlich.

## Hintergrund
Für die fünfte Staffel wurden die Regeln leicht abgewandelt. Das erste Mal treten zwölf Paare gegeneinander an. In den ersten beiden Runden traten jeweils nur Damen oder Herren mit Solotänzen gegeneinander an, während die jeweils andere Gruppe einen bewertungsfreien Gruppentanz aufführte.
Die Jury bestand aus Klaus Eberhartinger, Nicole Burns-Hansen, Thomas Schäfer-Elmayer und Hannes Nedbal.
Begleitend zur fünften Staffel wurde ein Tanzkurs mit dem Titel Dancing Stars – Österreich tanzt auf dem Sender ORF 2 ausgestrahlt.

## Paare
| Prominente/r              | Tätigkeit      | Tanzpartner/in       | Status                                         | Platz |
| ------------------------- | -------------- | -------------------- | ---------------------------------------------- | ----- |
| Christoph Fälbl           | Schauspieler   | Julia Polai          | In der 1. Sendung ausgeschieden 6. März 2009   | 11    |
| Marie-Christine Friedrich | Schauspielerin | Alexander Zaglmaier  | In der 2. Sendung ausgeschieden 13. März 2009  | 11    |
| Andy Lee Lang             | Musiker        | Nicole Kuntner       | In der 3. Sendung ausgeschieden 20. März 2009  | 10    |
| Gerhard Zadrobilek        | Radsportler    | Alice Guschelbauer   | In der 4. Sendung ausgeschieden 27. März 2009  | 9     |
| Maggie Entenfellner       | Moderatorin    | Gerhard Egger        | In der 5. Sendung ausgeschieden 3. April 2009  | 8     |
| Vincent Bueno             | Sänger         | Christina Auer       | In der 6. Sendung ausgeschieden 17. April 2009 | 7     |
| Gitta Saxx                | Model          | Balázs Ekker         | In der 7. Sendung ausgeschieden 24. April 2009 | 6     |
| Sandra Pires              | Sängerin       | Alexander Kreissl    | In der 8. Sendung ausgeschieden 1. Mai 2009    | 5     |
| Tini Kainrath             | Sängerin       | Manfred Zehender     | In der 9. Sendung ausgeschieden 8. Mai 2009    | 4     |
| Udo Wenders               | Musiker        | Babsi Koitz          | Erreichten im Finale den 3. Platz 15. Mai 2009 | 3     |
| Ramesh Nair               | Choreograph    | Michaela Heintzinger | Erreichten im Finale den 2. Platz 15. Mai 2009 | 2     |
| Claudia Reiterer          | Moderatorin    | Andy Kainz           | Sieger 15. Mai 2009                            | 1     |

## Punkteübersicht
| Paar                        | Platzierung | 1  | 2  | 3  | 4  | 5  | 6  | 7  | 8        | 9        | 10       | Summe | Durchschnitt | Rang lt. Jury |
| --------------------------- | ----------- | -- | -- | -- | -- | -- | -- | -- | -------- | -------- | -------- | ----- | ------------ | ------------- |
| Claudia & Andy              | 1           | —  | 20 | 26 | 23 | 27 | 30 | 29 | 31+34=65 | 29+32=61 | 37+38=75 | 356   | 29,6         | 4             |
| Ramesh & Michaela           | 2           | 29 | —  | 32 | 31 | 35 | 27 | 36 | 34+38=72 | 35+40=75 | 40+40=80 | 417   | 34,7         | 1             |
| Udo & Babsi                 | 3           | 17 | —  | 20 | 19 | 14 | 21 | 26 | 26+23=49 | 25+25=50 | 30+33=63 | 279   | 23,2         | 8             |
| Tini & Manfred              | 4           | —  | 18 | 22 | 23 | 21 | 25 | 27 | 31+27=58 | 31+29=60 |          | 254   | 25,4         | 6             |
| Sandra & Alexander          | 5           | —  | 25 | 30 | 32 | 31 | 34 | 34 | 35+35=70 |          |          | 256   | 32,0         | 2             |
| Gitta & Balázs              | 6           | —  | 25 | 29 | 30 | 31 | 33 | 31 |          |          |          | 179   | 29,8         | 3             |
| Vincent & Christina         | 7           | 25 | —  | 28 | 29 | 32 | 29 |    |          |          |          | 143   | 28,6         | 5             |
| Maggie & Gerhard            | 8           | —  | 14 | 15 | 18 | 19 |    |    |          |          |          | 66    | 16,5         | 11            |
| Gerhard & Alice             | 9           | 15 | —  | 14 | 18 |    |    |    |          |          |          | 47    | 15,6         | 12            |
| Andy Lee & Nicole           | 10          | 20 | —  | 19 |    |    |    |    |          |          |          | 39    | 18,5         | 10            |
| Marie-Christine & Alexander | 11          | —  | 24 |    |    |    |    |    |          |          |          | 24    | 24,0         | 7             |
| Christoph & Julia           | 11          | 21 |    |    |    |    |    |    |          |          |          | 21    | 21,0         | 9             |

- Rote Nummern: Paar mit der niedrigsten Jurybewertung
- Grüne Nummern: Paar mit der höchsten Jurybewertung